# Song Machine, Season One: Strange Timez
Song Machine, Season One: Strange Timez (muitas vezes encurtado para Song Machine) é o sétimo álbum de estúdio da banda virtual britânica Gorillaz, lançado no dia 23 de outubro de 2020. O álbum faz parte do projeto da banda, Song Machine, que teve início em janeiro do mesmo ano com o lançamento do single "Momentary Bliss", e conta com a participação de diversos artistas, como Elton John, Robert Smith, Fatoumata Diawara, Beck, Peter Hook, entre outros. O novo trabalho marca o retorno do baixista Murdoc Niccals, depois de estar ausente no álbum anterior, The Now Now, por ter sido preso, e consequentemente substituído por Ace, da série Meninas Superpoderosas.

## Antecedentes

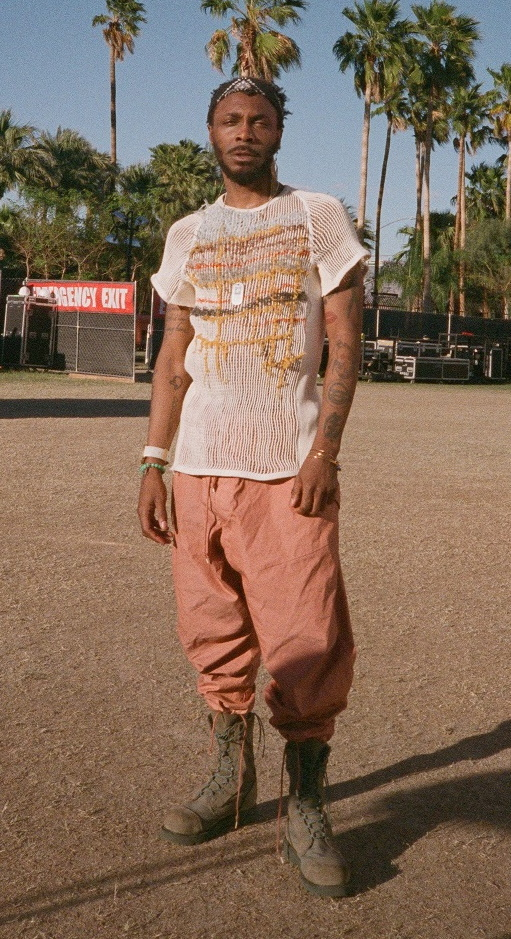
O rapper JPEGMafia canta na musica MLS

Em 28 de janeiro, a banda lançou oficialmente imagens nas redes sociais lançando um conceito intitulado Song Machine. Um single promocional de 23 segundos intitulado "Song Machine Theme Tune" foi lançado em serviços de streaming com um vídeo de acompanhamento. O vocalista e criador do Gorillaz, Damon Albarn, e o produtor Remi Kabaka Jr falaram com Annie Mac da BBC Radio 1 para a estreia oficial, dizendo que Song Machine "pode ter um arco narrativo obtuso no final de cada temporada, mas é mais Ozark do que Sobrevivente Designado. Você continua até ficar sem ideias".
Após a estreia do Episódio Um em 30 de janeiro, Albarn revelou que o grupo tinha estado no estúdio com ScHoolboy Q, entre outros, embora ele tenha dito que essas canções provavelmente seriam salvas para futuras séries de Song Machine. Um comunicado à imprensa foi divulgado para explicar melhor Song Machine, com o membro virtual do Gorillaz Russel Hobbs dizendo: "Song Machine é uma maneira totalmente nova de fazer o que fazemos, o Gorillaz está quebrando o molde porque o molde envelheceu. O mundo está se movendo mais rápido do que uma partícula supercarregada, então temos que estar prontos para cair. Não sabemos nem quem vai entrar no estúdio em seguida. O Song Machine se alimenta do desconhecido, funciona em puro caos. Seja o que for que esteja por vir, estamos preparados e pronto para produzir como se não houvesse amanhã".
O Episódio Dois foi lançado em 27 de fevereiro de 2020. Apesar de uma programação mensal inicialmente revelada, nenhum single foi lançado em março devido ao pico da pandemia de COVID-19. Em 24 de março, a banda divulgou um comunicado via Instagram, garantindo aos fãs que, apesar dos "tempos difíceis", Song Machine continuaria. O Episódio Três foi lançado em 9 de abril.
Em 2 de maio, um single autônomo chamado "How Far?" foi lançado sem qualquer anúncio prévio no meio da programação de lançamento da primeira temporada como um tributo a Tony Allen, que faleceu em 30 de abril, e era um colaborador frequente de Albarn. Como resultado, o Episódio Quatro, originalmente apresentado para ser o próximo no final do videoclipe de Aries, teve seu lançamento adiado para 9 de junho. Em 26 de maio, o álbum foi revelado no website dos Gorillaz sob o nome de Almanac CD, que seria um álbum de 10 faixas que seria empacotado com o Gorillaz Almanac em outubro de 2020.
Após a estreia do Episódio Cinco em 20 de julho, foi afirmado que o projeto entraria em um breve hiato, que duraria até uma data não especificada em setembro. Em 7 de setembro, foi revelado que o próximo single da banda seria intitulado "Strange Timez", e contaria com o vocalista do The Cure, Robert Smith. O Episódio Seis foi lançado em 9 de setembro, seguido pelo anúncio do título e da tracklist do álbum.

## Recepção
| Críticas profissionais | Críticas profissionais |
| Pontuações agregadas   | Pontuações agregadas   |
| Fonte                  | Avaliação              |
| ---------------------- | ---------------------- |
| Metacritic             | 80/100                 |
| Avaliações da crítica  |                        |
| Fonte                  | Avaliação              |
| Allmusic               | [ 16 ]                 |
| Consequence of Sound   | B                      |
| Clash                  | [ 18 ]                 |
| Entertainment Weekly   | (7.5/10)               |
| The Guardian           | [ 20 ]                 |
| The Independent        | [ 21 ]                 |
| Mojo                   | [ 22 ]                 |
| NME                    | [ 23 ]                 |
| Rolling Stone          | [ 24 ]                 |

Song Machine, Season One: Strange Timez foi bem recebido e recebeu críticas positivas dos críticos musicais. No Metacritic, que atribui uma classificação normalizada de 100 para análises de publicações profissionais, o lançamento recebeu uma pontuação média de 80, com base em 12 análises, indicando "análises geralmente favoráveis". O agregador AnyDecentMusic? deu ao álbum 7,6 de 10, com base na avaliação do consenso crítico.
Numa crítica positiva, Alexis Petridis do The Guardian elogiou os artistas convidados do álbum, afirmando “Não é apenas que os convidados demonstram o excelente gosto musical de Albarn, embora o façam - de St Vincent a Octavian a Geórgia e a Unknown Mortal Orchestra, pelo menos nas faixas da edição deluxe - é o que ele escolhe fazer com suas vozes”. Além disso, Jordan Blum do Consequence of Sound também elogiou os artistas convidados, comentando que o álbum "encapsula a bizarrice irônica, a flexibilidade estilística e a incorporação atraente de músicos convidados do Gorillaz." Posteriormente, Blum também elogiou o ritmo do álbum, afirmando que o álbum "flui muito suavemente, no entanto, mantendo o ritmo fluido enquanto muda de estilo com regularidade consistente".

## Faixas
| Versão padrão |                                              |         |  |
| N.º           | Título                                       | Duração |  |
| 1.            | "Strange Timez" (com Robert Smith)           | 3:47    |  |
| 2.            | "The Valley of the Pagans" (com Beck)        | 3:01    |  |
| 3.            | "The Lost Chord" (com Leee John)             | 4:03    |  |
| 4.            | "PAC-MAN" (com ScHoolboy Q)                  | 3:12    |  |
| 5.            | "Chalk Tablet Towers" (com St. Vincent)      | 3:02    |  |
| 6.            | "The Pink Phantom" (com Elton John e 6LACK)  | 4:13    |  |
| 7.            | "Aries" (com Peter Hook e Georgia)           | 4:13    |  |
| 8.            | "Friday 13th" (com Octavian)                 | 3:35    |  |
| 9.            | "Dead Butterflies" (com Kano e Roxani Arias) | 4:33    |  |
| 10.           | "Desolé" (com Fatoumata Diawara)             | 5:33    |  |
| 11.           | "Momentary Bilss" (com Slowthai e Slaves)    | 3:41    |  |

| Versão deluxe |                                                          |         |  |
| N.º           | Título                                                   | Duração |  |
| 12.           | "Opium" (com EARTHGANG)                                  | 6:50    |  |
| 13.           | "Simplicity" (com Joan As Police Woman)                  | 2:44    |  |
| 14.           | "Severed Head" (com Goldlink e Unknown Mortal Orchestra) | 3:34    |  |
| 15.           | "With Love to an Ex" (com Moonchild Sanelly)             | 3:01    |  |
| 16.           | "MLS" (com JPEGMafia e Chai)                             | 3:13    |  |
| 17.           | "How Far?" (com Tony Allen e Skepta)                     | 2:46    |  |

| Faixa bônus da versão deluxe japonesa |                               |         |  |
| N.º                                   | Título                        | Duração |  |
| 18.                                   | "Taxi Back to 80's Reykjavik" | 2:43    |  |

## Paradas musicais
| Paradas (2020)                                    | Melhor posição |
| ------------------------------------------------- | -------------- |
| Alemanha (Offizielle Top 100)                     | 9              |
| Austrália (ARIA Charts)                           | 5              |
| Áustria (Ö3 Austria Top 40)                       | 9              |
| Bélgica (Ultratop 50 Flandres)                    | 6              |
| Bélgica (Ultratop 40 Valônia)                     | 12             |
| Canadá (Canadian Albums Chart)                    | 18             |
| Croácia (HDU International Albums)                | 4              |
| Dinamarca (Hitlisten)                             | 12             |
| Escócia (Scottish Albums Chart)                   | 2              |
| Espanha (PROMUSICAE)                              | 24             |
| Estados Unidos (Billboard 200)                    | 12             |
| Estados Unidos (Billboard Top Alternative Albums) | 2              |
| Estados Unidos (Billboard Top Rock Albums)        | 3              |
| França (SNEP)                                     | 19             |
| Grécia (IFPI)                                     | 19             |
| Holanda (Mega Charts)                             | 6              |
| Hungria (MAHASZ)                                  | 4              |
| Irlanda (IRMA)                                    | 2              |
| Itália (FIMI)                                     | 23             |
| Japão (Oricon)                                    | 65             |
| Nova Zelândia (RMNZ)                              | 5              |
| Polônia (ZPAV)                                    | 41             |
| Portugal (AFP)                                    | 2              |
| Reino Unido (UK Albums Chart)                     | 2              |
| Suíça (Schweizer Hitparade)                       | 8              |

| Paradas (2020)                                    | Posição |
| ------------------------------------------------- | ------- |
| Estados Unidos (Billboard Top Alternative Albums) | 50      |
| Estados Unidos (Billboard Top Rock Albums)        | 83      |